# Cariboo—Chilcotin
Pour les articles homonymes, voir Cariboo (homonymie) et Chilcotin.
Cariboo—Chilcotin est une ancienne circonscription électorale fédérale de la Colombie-Britannique, représentée de 1979 à 2003.
La circonscription de Cariboo—Chilcotin est créée en 1976 avec des parties de Coast Chilcotin, Fraser Valley East, Kamloops—Cariboo et de Skeena. Abolie en 2003, elle est redistribuée parmi Cariboo—Prince George, Kamloops—Thompson et Chilliwack—Fraser Canyon.

## Géographie
En 1976, la circonscription de Cariboo—Chilcotin comprenait:
- Les districts régionaux de Cariboo et de Squamish-Lillooet
- Une partie du district régional de Thompson-Nicola

## Députés
1. 1979-1988 — Lorne Greenaway, PC
2. 1988-1993 — Dave Worthy, PC
3. 1993-2004 — Philip Mayfield, PR, AC & PCC

- AC = Alliance canadienne
- PC = Parti progressiste-conservateur
- PCC = Parti conservateur du Canada
- PR = Parti réformiste du Canada